# Gary Sherman
Gary Sherman (Chicago, 1945) és un guionista, productor i director nord-americà de cinema. És conegut per la seva prolífica obra en el gènere del cinema de terror, del qual ha dirigit films com Death Line, Dead & Buried i Poltergeist III.